# Philippe Mercier (Politiker)

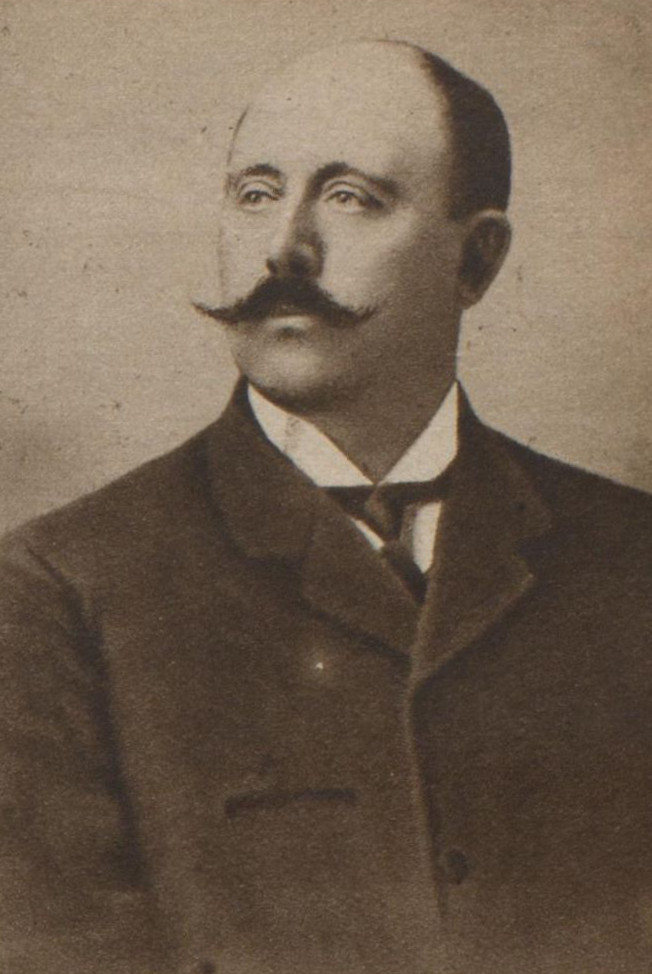
Philippe Mercier

Philippe Mercier (* 6. September 1872 in Glarus; † 16. Januar 1936 in Bern) war ein Schweizer Jurist,
Politiker der Freisinnig-Demokratischen Partei (FDP) und Diplomat, der unter anderem zwischen 1907 und seinem Tode 1936 Mitglied des Ständerates sowie von 1916 bis 1917 Ständeratspräsident. Er war im Anschluss von 1917 bis 1919 Gesandter im Deutschen Reich.

## Leben
Mercier war ein Sohn des Diplomaten und Politikers Charles Philippe Mercier, der sowohl Mitglied des Nationalrates als auch des Ständerates war, sowie von dessen Ehefrau Emilie Heer, deren Vater Joachim Heer 1877 Bundespräsident war. Sein jüngerer Bruder Joachim Mercier war ebenfalls Mitglied des Ständerates. Er selbst absolvierte nach dem Besuch des Gymnasiums in Zürich ein Studium der Rechtswissenschaften an der Friedrich-Wilhelms-Universität zu Berlin, der Universität Bern, der Universität Zürich sowie der Ruprecht-Karls-Universität Heidelberg, an der er auch einen Dr. jur. erwarb.
1896 wurde Mercier Mitglied des Gemeinderates von Glarus, dem er bis 1904 angehörte. Zudem wurde er 1896 Mitglied des Landrates des Kanton Glarus und gehörte diesem bis 1935 an. Neben seiner politischen Laufbahn begann er 1899 auch seine berufliche Laufbahn als Jurist und war zunächst zwischen 1899 und 1911 Augenscheinrichter sowie von 1902 bis 1911 Präsident des Augenscheingerichts. Während dieser Zeit war er ferner zwischen 1904 und 1908 Gemeindepräsident von Glarus sowie 1905 bis 1906 Präsident des Landrates des Kanton Glarus. 1906 wurde er zum Oberrichter am Obergericht des Kanton Glarus berufen und war dort bis zu seinem Tode 1936 tätig.
Am 3. Juni 1907 wurde Mercier zudem Mitglied des Ständerates und vertrat in diesem bis zu seinem Tode 1936 die Freisinnig-Demokratische Partei (FDP). Während seiner Parlamentszugehörigkeit war er zeitweise Präsident der Finanz- und Militärkommission sowie Mitglied der Zolltarifkommission und gehörte des Weiteren der Interparlamentarischen Union als Mitglied an. Er fungierte zwischen 1911 und 1936 auch als Präsident des Obergerichts des Kantons Glarus. 1911 wurde er Mitglied des Zentralvorstandes der FDP. 1916 wurde er Nachfolger von Georges Python als Ständeratspräsident und bekleidete diese Funktion bis zu seiner Ablösung durch Beat Heinrich Bolli 1917. Im Ersten Weltkrieg fungierte er im Range eines Brigadier als Stabschef des 1. Korps sowie des 2. Korps der Schweizer Armee.
Am 26. Dezember 1917 löste Mercier Robert Haab als Gesandter im Deutschen Reich ab und bekleidete diesen Posten bis zum 30. September 1919, woraufhin Alfred von Planta sein Nachfolger wurde. 1920 gehörte er zu den Mitgründern der Allgemeinen Bürgerlichen Volkspartei im Kanton Glarus, die heute zur FDP gehört.
Mercier war zweimal verheiratet, und zwar in erster Ehe von 1899 bis zu deren Tod 1925 mit der Ärztin Emilie Katharina Ursina Lendi, und ab 1928 in zweiter Ehe mit der Fabrikantentochter Susanna Trümpy. Seine Schwägerin Amalia Henrietta Mercier-Jenny, Ehefrau seines Bruders Joachim Mercier, war zwischen 1940 und ihrem Tod 1952 Präsidentin des Schweizerischen Gemeinnützigen Frauenvereins (SGF).